# Philomène Barel
Philomène Barel, née le 7 juillet 1894 à Nantes et morte le 25 août 1983 à Mayenne, devient, en 1917, la première avocate de l'Ouest de la France.

## Biographie
Philomène Marie Louise Alexandrine Eulalie Barel naît le 7 juillet 1894 à Chantenay-sur-Loire. Elle étudie le droit, en 1917  elle devient stagiaire avocate au barreau de Nantes, ce qui la promulgue première avocate de l'Ouest de la France. Elle apparaît au tableau de l'ordre des avocats le 20 avril 1921,.
En 1933, elle épouse l'avocat Yves Guinaudeau.
En 1964, on lui décerne la légion d'honneur ; huit ans plus tard elle quitte le barreau, où on lui décerne l'honorariat.
Philomène Barel décède le 25 août 1983 à l'âge de 89 ans à Mayenne, elle repose au cimetière du Pont du Cens à Nantes auprès de son mari.

## Récompenses
- 1964, obtention de la légion d'honneur.
- 1972, obtention de l'honorariat.